# كاتو ياسواكي
كاتو ياسواكي (باليابانية: 加藤泰秋؛ بالكانا: かとう やすあき) هو ساموراي ياباني، ولد في 2 أكتوبر 1846، وتوفي في 17 يونيو 1926.